# Красная капелла

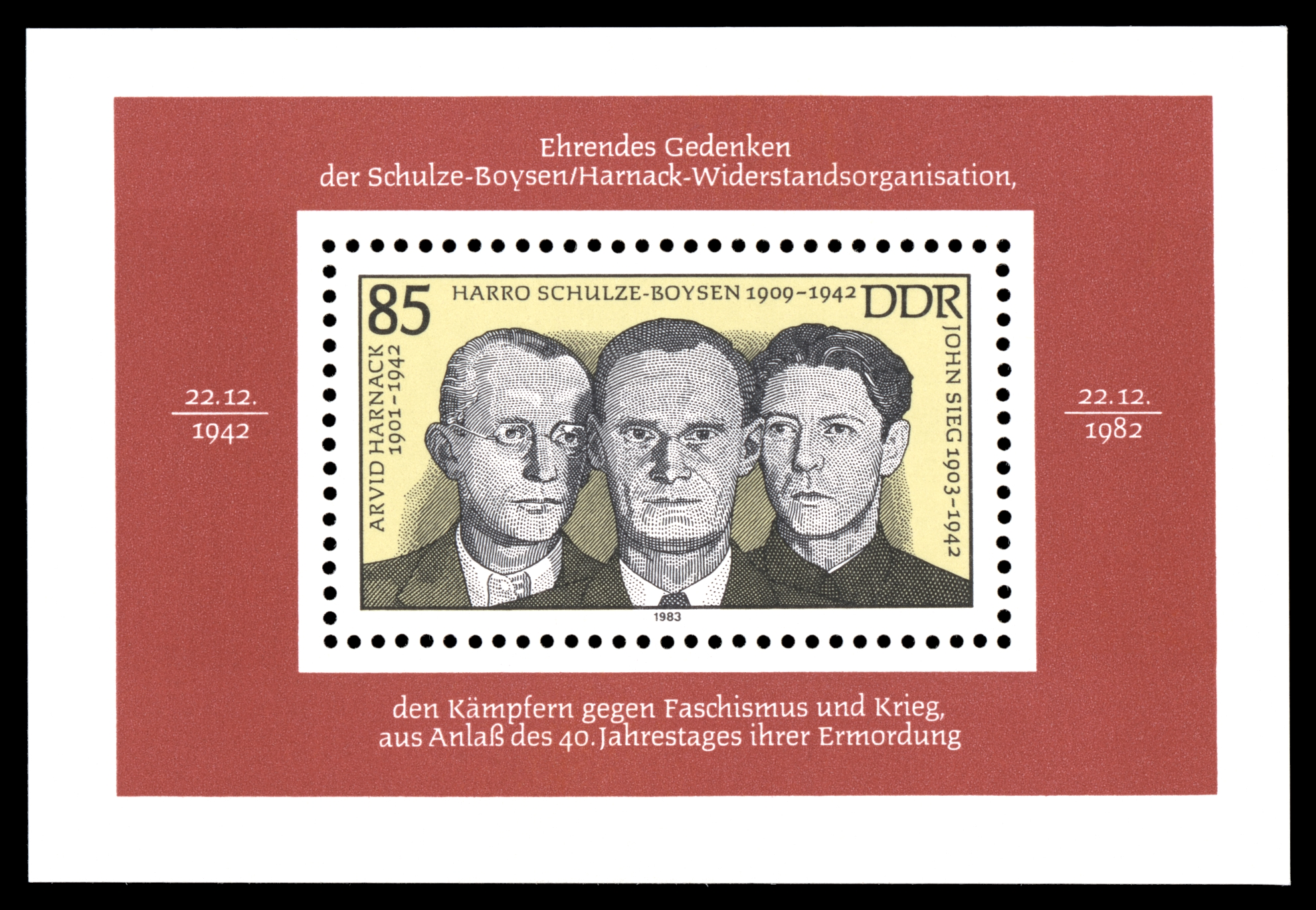
Арвид Харнак, Харро Шульце-Бойзен и Джон Зиг на марке ГДР

«Кра́сная капе́лла» (нем. Rote Kapelle, или также — «Красный оркестр») — общее наименование, присвоенное гестапо самостоятельным группам антинацистского движения Сопротивления и разведывательных сетей, контактировавшим с СССР и действовавшим в европейских странах (Германия, Бельгия, Франция, Швейцария и других) во время Второй мировой войны. Лидерами наиболее известных групп были Арвид Харнак и Харро Шульце-Бойзен в Берлине, Леопольд Треппер в Париже и Брюсселе.

## Название
Название «Красная капелла» первоначально использовалось Главным управлением имперской безопасности — RSHA, контрразведывательной организацией СС, в задачу которого входило обнаружение и ликвидация нелегальных передатчиков, работавших в Германии.
Главное управление немецкой безопасности выделяло три независимых шпионских сети Красной капеллы: группу Треппера в Германии, Франции и Бельгии, «Красную тройку» в Швейцарии и группу Шульце-Бойзена в Берлине.
О том, как появилось на свет название «Красная капелла», рассказал взятый в плен Советской Армией заместитель шефа гестапо оберфюрер СС Фридрих Панцингер. На допросах в МГБ 1 февраля 1947 года и 29 июня 1951 года на Лубянке он показал, что отслеживание деятельности антифашистов началось в результате радиоперехвата радиоспециалистами шифрованных сообщений (на жаргоне контрразведки радисты назывались «музыкантами», «пианистами», руководители и координаторы — «дирижёрами», а передатчики — «пианино»). Было обнаружено, что работало несколько передатчиков — целый «оркестр», или по-немецки «капелла».
Германская служба радиоперехвата (функабвер) определила, что «музыканты» ориентировали свои передачи на Москву, поэтому «капелла» была названа «красной». Позднее такое же название получила операция нацистских спецслужб по борьбе с агентурой советской разведки в европейских странах.
Уже после окончания войны в литературе, посвящённой антифашистской борьбе, так стали именоваться группы Сопротивления, связанные с советской разведкой.

## Краткая история
Состав групп был интернационален (за исключением Германии), он состоял из антифашистов различной политической направленности и работников Коминтерна.
Резидентуры военной разведки и разведки НКВД были самостоятельны, но в силу обстоятельств, в основном связанных с внезапным началом Великой Отечественной войны, членам различных резидентур пришлось контактировать между собой, что способствовало впоследствии ликвидации агентурных сетей.
В декабре 1941 года функабверу удалось запеленговать один из передатчиков, работавших в Брюсселе. Начались первые аресты, которые привели к разгрому резидентур. В. Шелленберг писал в своих воспоминаниях, что полностью прекратить борьбу «Красной капеллы» так и не удалось.
Советский Союз молчал о берлинском круге друзей 20 лет. 6 октября 1969 г. указом Президиума Верховного Совета СССР 32 членам «Красной капеллы» были присвоены награды, из них 29 — посмертно. Основная часть награждённых относилась к группе Старшины — Корсиканца.

## Группа Треппера[2]
Важной особенностью этой части сопротивления являлось то, что Треппер смог основать в Брюсселе торговую компанию, которая впоследствии открыла филиалы во многих крупных европейских странах и имела доходы, позволявшие полностью обеспечивать деятельность не только самой группы Треппера, но и остальных групп сопротивления «Красной капеллы». Сам Треппер считается главным координатором и ментором всей «Красной капеллы». Он предоставлял Советскому Союзу настолько точную, разноплановую и полную информацию, что современные историки считают деятельность групп Сопротивления «Красного оркестра» более эффективной, чем деятельность официальных спецслужб любой страны во время Второй Мировой войны. Подтверждением этому является цитата главы Абвера адмирала Канариса:
«Красный оркестр» стоил Германии 200 тысяч солдатских жизней!
Треппер также денежно поддерживал деятельность знаменитого советского разведчика Рихарда Зорге в Японии.
Ещё одной ключевой фигурой как группы, так и всей «Красной капеллы» являлся Анатолий Гуревич (псевдоним КЕНТ), который впоследствии стал заместителем Треппера. Основной его задачей было поддержание связей между самостоятельными группами сопротивления. Для этого Гуревичу было необходимо часто переезжать из одной страны, оккупированной Германией, в другую, что было крайне рискованно как для него, так и для всей разведывательной организации, по причине обладания им огромного числа паролей, мест и явок.

## Группа Шульце-Бойзена и Харнака
Группа была сформирована в Берлине Шульце-Бойзеном, офицером Люфтваффе, его женой Либертас, Арвидом Харнаком, который по профессии был юристом и экономистом, его американской женой Милдред, а также их друзьями и знакомыми.
Шульце-Бойзен был оппозиционером движения нацистов ещё до прихода к власти Гитлера, но позже присоединился к Люфтваффе для прикрытия. В тайне, он продолжил отношения с антинацистами, в том числе с Либертас, которая впоследствии стала его женой в 1936.

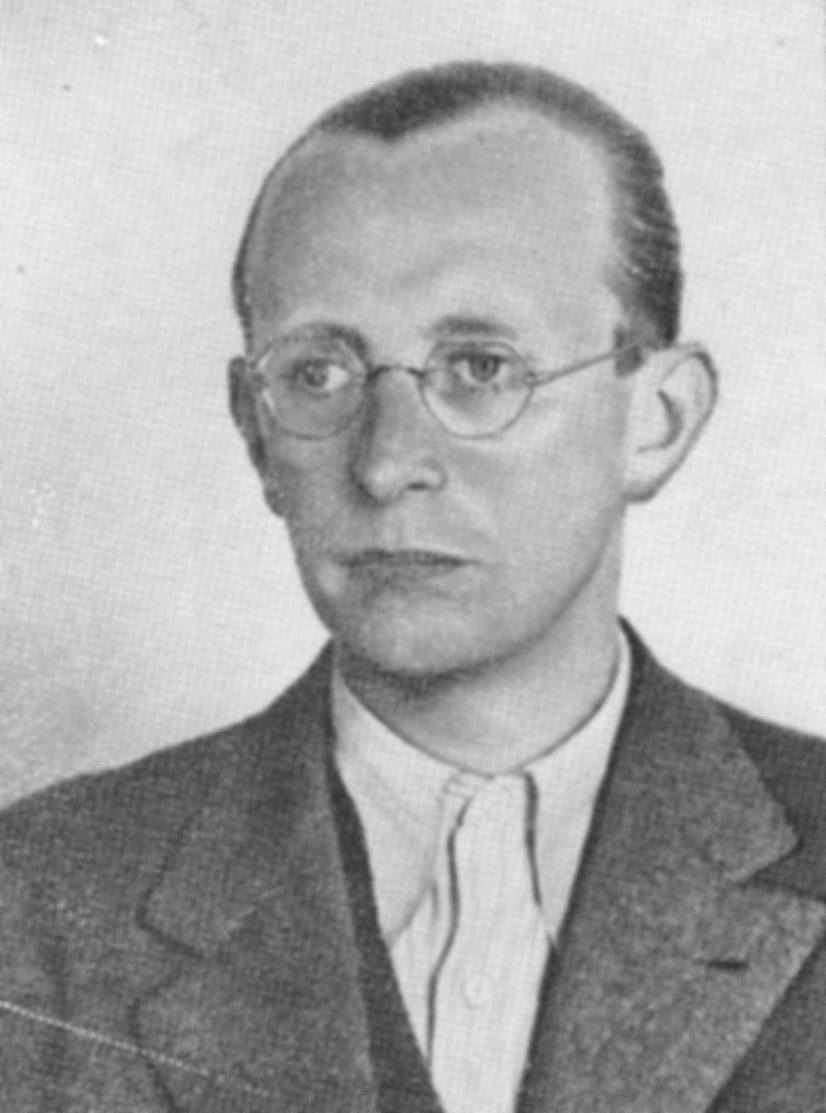
Арвид Харнак

Харнак также входил в круг антинацистов и с 1939 года работал вместе с Харро.
Группа сопротивления включала в себя коммунистов, евреев, политических консерваторов, католиков и атеистов, всего более 150 человек. Возраст участников варьировался от 16 до 86 лет, и приблизительно 40 % из них были женщины.
Группа не выходила на радиосвязь с Советским Союзом. Вместо этого большую часть информации она передавала Соединённым Штатам через американского посла Дональда Хиса. Однако это было лишь малой частью деятельности движения. Организация распространяла листовки, направленные на дестабилизацию отношения немецких граждан к нацизму.
Группа начала распадаться в 1942 после того, как немцы расшифровали радиопередачи Треппера и 30 июля арестовали Иоганна Венцеля. Хорст Хайльман пытался предупредить Шульце-Бойзена, но не успел. Харро был арестован 30 августа, Харнак — 3 сентября. Остальная часть группы была арестована в течение следующей недели, многие были казнены.

## Красная Тройка
Красная Капелла также включала отдельную сеть, находившуюся вне досягаемости немецких силовых структур, в Швейцарии. Группа возглавлялась Шандором Радо (кодовое имя DORA), венгерским иммигрантом, коммунистом и географом, который и основал её по приезде в Женеву в 1936 году. К апрелю 1942 являлся лидером организации, имея в подчинении три подгруппы со следующими лидерами: Рашель Дюбендорфер (SISSY), Георг Блан (LONG), Отто Пюнтер (PAKBO). Более 5000 сообщений было послано Красной Тройкой за три года.
Группа Радо собрала множество полезных сведений в Швейцарии, а также имела некоторые контакты в Германии. Возможно, наиболее важным фактом является то, что группа контактировала с Кольцом Люси, которое в свою очередь имело важные контакты в Германии, а также имела соединение с Британской службой разведки.
Некоторые люди спекулировали на тему, что Кольцо Люси было использовано британской разведкой для пересылке СССР «Ультра» информации, при этом не раскрывая способа, с помощью которого информация была дешифрована, но многие историки не согласны с этим мнением.
В 1944—1945 Радо был отозван в СССР, где был осуждён на 15 лет за шпионаж в пользу Британии и Соединённых Штатов. Он находился в заключении 8 лет, был освобожден и реабилитирован после смерти Сталина.

## Преследования со стороны нацистских властей

### Разоблачение и аресты
Немецкая контрразведка начала перехватывать радиограммы, посылаемые в Москву, с 26 июня 1941. Передатчик с позывным «РТХ» передал в эфир радиограмму «KLK из РТХ 2606 0330 32WES N14KBV…», далее последовательность тридцати двух пятизначных групп цифр, заканчивавшихся подписью «AR 50 385 KLK из РТХ…». Немцы также обнаружили и другие радиопередатчики, использовавшие сходные шифры. С помощью радиопеленгаторов вскоре было установлено, что отвечающая станция находится где-то рядом с Москвой, а одна из станций-передатчиков — в Брюсселе. За два месяца немцы записали 250 «концертов». Один из историков США Д. Даллин замечает:
Немецкая контрразведка и гестапо, радиоподслушивающие службы которых в 1941 году перехватили до пятисот зашифрованных радиограмм, знали о существовании советской шпионской сети в Западной Европе. Коды и шифры этих сообщений были настолько великолепно продуманы, что даже лучшим немецким дешифровальщикам и специалистам не удалось прочитать ни одной из них. Они уважительно относились к изощренности действий и техническому оснащению советской агентурной сети.
13 декабря в результате штурма дома Rue des Atrébates 101 в Брюсселе были схвачены София Познанская, Рита Арну и Девид Ками. Во время задержания в доме появился Треппер, но, выдав себя за продавца кроликов, ловко сумел избежать ареста и приказал брюссельской группе затаиться, тем самым оборвав след для немецкой контрразведки. Немцы обнаружили рацию, документы немецких властей, фотографии. Кем был информатор, сдавший расположение группы, неизвестно. Несмотря на пытки, схваченные разведчики не выдали какой-либо информации. Но в камине был обнаружен обугленный листок с цифрами, было ясно, что это шифр, над которым тут же начали работать немецкие криптоаналитики.
Немцы захватили ещё два центра связи, а также выяснили при обысках, что использовался книжный шифр. В книгах, захваченных в разных местах, повторялось имя литературного героя «Проктор», которое также было записано по-французски на листке. Немецкие контрразведчики обнаружили книгу-ключ, которой оказался роман Ги де Терамона «Чудо профессора Вальмара», на 286 странице которого был упомянут тот самый Проктор. Благодаря этому было дешифровано 120 шифросообщений. Большинство шифров «Красной капеллы» были основаны на использовании книг с дополнительной перешифровкой.
После задержания брюссельских радистов Треппер тщетно пытался убедить Гуревича (псевдоним «Кент») найти безопасное убежище в Германии, но Гуревич не подчинился его совету и бежал в Марсель. В июне 1942 Иоганн Венцель под пытками выдал код для расшифровки московской радиограммы в Бельгию, после чего 12 ноября Гуревич был арестован в Марселе и доставлен в Берлин. Чтобы остаться в живых Гуревич раскрыл некоторую часть своих контактов, после чего началась волна арестов берлинской группы. Гуревич в дальнейшем перевербовал немецкого контрразведчика Хайнца Паннвица и вместе с ним и несколькими его сотрудниками сумел бежать в СССР
Треппер был арестован в ноябре 1942. Как и Гуревич, он смог спасти жизнь только тем, что пообещал немцам работать в качестве двойного агента. В сентябре 1943 года ему удалось бежать во Францию, откуда московскому начальству он предлагал себя в роли двойного агента, на что Москва ответила отказом, считая его побег невозможным. В январе 1945 года Треппер вернулся в Москву, где был осужден на 15 лет заключения, позднее срок сократили до 10 лет, был освобожден и реабилитирован после смерти Сталина .

### Приговоры и казни
Первый судебный процесс был открыт 15 декабря 1942 года. Первые одиннадцать смертных приговоров за «Высшую измену» и два наказания за «пассивное участие в государственной измене» (6 и 10 лет каторжных работ) были вынесены 19 декабря. Для одиннадцати случаев со смертным приговором был задан план казней. 22 декабря с 19:00 до 19:20 с интервалом в 4 минуты были повешены:
- Рудольф фон Шелия
- Харро Шульце-Бойзен
- Арвид Харнак
- Курт Шумахер
- Джон Груденц

С 20:18 до 20:33 с интервалом в 3 минуты были обезглавлены:
- Хорст Хайльман
- Ганс Коппи
- Курт Шульце
- Ильза Штёбе
- Либертас Шульце-Бойзен
- Элизабет Шумахер

Из остальных задержанных 76 были приговорены к смертной казни, 50 получили тюремные сроки. Четверо мужчин среди обвиняемых были убиты без суда. Около 65 смертных приговоров были приведены в исполнение.